# Joachim Herrmann (1928–1992)
Joachim Herrmann (ur. 29 października 1928 w Berlinie, zm. 30 lipca 1992 w Berlinie) – wschodnioniemiecki dziennikarz i funkcjonariusz partyjny SED, m.in. red. nacz. Neues Deutschland, i czł. Biura Politycznego KC SED.

## Życiorys
Syn pracownika poczty i pokojówki. Uczęszczał do szkoły średniej Langhans w Berlinie (1939-1945). Był członkiem organizacji niemieckiej młodzieży (Deutsches Jungvolk) (1938-1945) i został pod koniec II wojny światowej wcielony do Luftwaffe.
Był zatrudniony jako kurier w Urzędzie Pracy Berlin-Śródmieście (Arbeitsamt Berlin-Mitte) (1946), następnie w charakterze pracownika transportu, posłańca, współpracownika redakcji (freelancera) i redaktora w redakcjach Berliner Zeitung i Starts (-1949). W 1948 wstąpił do SED. Był zastępcą redaktora naczelnego Junge Welt (1949-1952). Uczęszczał do Centralnej Szkoły Komsomołu w Moskwie (Центральная школа комсомола в Москве) (1953-1954). Po jej ukończeniu powrócił do redakcji Junge Welt, gdzie powierzono mu pełnienie funkcji redaktora naczelnego (1954-1960). W latach 1952–1961 był członkiem Centralnej Rady FDJ, w okresie 1959-1960 jej sekretarzem. Zatrudniono go w aparacie KC na funkcji zastępcy kier. wydziału agitacji Komitetu Centralnego SED (1960-1962). Był też red. nacz. Berliner Zeitung (1962-1965), w rządzie NRD sekretarzem stanu do spraw zachodnioniemieckich (1966-1971) i red. nacz. centralnego organu prasowego NRD Neues Deutschland (1971-1978).
Rosła jego ranga – od 1967 był zastępcą członka, od 1971 członkiem KC SED, od 1973 zastępcą członka, od 1978 członkiem Biura Politycznego KC SED. Pełnił funkcję sekretarza KC SED (1978-1989), odpowiedzialnego za agitację. Podporządkowany jemu aparat kontrolował media i był w dużej mierze odpowiedzialny za kreowanie nierealistycznego obrazu NRD. Z racji sprawowanych funkcji był „skoszarowany” w partyjno-rządowym osiedlu kierownictwa NRD - Osiedlu Leśnym pod Bernau.
10 listopada 1989 został wydalony z KC SED, zaś 20 stycznia 1990 również z partii (obecnie SED-PDS).